# 임읍국
임읍국(林邑國, 영어: Kingdom of Lâm Ấp) 또는 단순히 임읍(林邑)은 약 192년부터 629년까지 존재했던 중앙 베트남에 위치한 참족의 왕국이며, 가장 먼저 기록된 참파 왕국들 중 하나이다. 임읍국의 수도였던 칸다푸르푸라의 폐허는 후에로부터 서쪽으로 3km 떨어진 롱도 고지에 위치해 있다.
초기 서양의 학자들은 중국 기록에서의 "임읍"이 참파 그 자체를 가리키는 것으로 믿어왔으나, 참파가 북쪽으로 확장하면서 중국인들이 참파 제국의 도시인 짜끼우(심하푸라)와 미선 유적, 투본강 계곡에 임읍이라는 이름을 붙였을 것이라고 본다.

## 역사
임읍국은 오늘날 트어티엔후에 지방에서 한나라에 맞서 성공적인 반란을 이끈 참족 지도자 쿠리엔이 수립하였다. 2세기나 3세기경 세워진 것으로 보이는 보깐 비문에 쿠리엔이 언급되었다. 중국의 삼국 시대는 교주 일대를 황폐화시켰다. 248년 임읍국 군대는 남쪽에서 침공하여 일남군 대부분을 차지하고 구진군으로 진격했으며, 그곳에서 주요 반란을 유도하고 교지군으로 갔다. 한 자오쯔 반란군이 수천 명을 지휘하고 몇 개의 성읍을 포위하였지만, 오나라 관리들이 그를 항복시켰다. 쿠리엔의 외손자였던 팜훙이 프놈 왕국의 지원을 받아 교주를 공격했다.
서진 초기에, 진 황실은 번영하고 있던 프놈 왕국 및 임읍국과의 남방 교역망을 선호했다. 이 짧은 평시의 남방무역이 흥행함에 따라 교주와 구진군은 320년대까지 중국으로부터 약간의 자치권을 누렸다. 무역의 어려움으로 무역이 좌절된 이후, 임읍국은 323년부터 교주의 해안에 면한 북쪽 항구들을 다시 기습했다. 399년 바드라바르만 1세는 교주와 일남군의 해안을 침공하였지만 교주자사에게 패배하였다. 413년 바드라바르만 1세는 다시 교주를 공격했지만 패배했으며, 교주자사에 의해 포로로 잡힌 뒤 효수되었다. 420년 팜두옹마이 1세는 진나라에 샤로운 공격을 개시했지만 패배하였고, 임읍국 사람들 절반이 도륙되었다. 431년 팜두옹마이 1세의 아들, 팜두옹마이 2세가 다시 공격했지만, 이번에도 진나라 군대에게 패배하였다. 432년 팜두옹마이 2세는 유송에 사절단을 보내 그를 교주자사로 임명해줄 것을 요청했지만, 유송 정부는 이를 거절했다.
I446년 탄호추가 이끄는 유송의 군대가 임읍국을 침공해 수도를 점령했다. 유송군은 8개의 사원과 보물창고를 불사르고, 100,000파운드의 금을 가져갔다. 그럼에도 불구하고, 임읍국은 회복하여 더 수익성이 좋은 해상 무역을 통해 번영했다.
534년 자야 루드라바르만 1세는 중국에 사절을 보냈다. 그는 543년 양나라에 반란을 일으킨 리비를 교주에서 공격했으나 리비의 장군 팜투에게 패배했다. 삼부바르만은 수나라에 조공을 바쳤다. 그러나 605년 수 문제는 임읍국을 침공할 것을 명령했다. 수나라 군대는 임읍국을 침공해 임읍국의 수도였던 트라끼우를 점령하고 불살랐다. 629년부터, 참족은 그들의 국가를 부를 때 "참파"라는 용어를 사용하였다.

## 문화

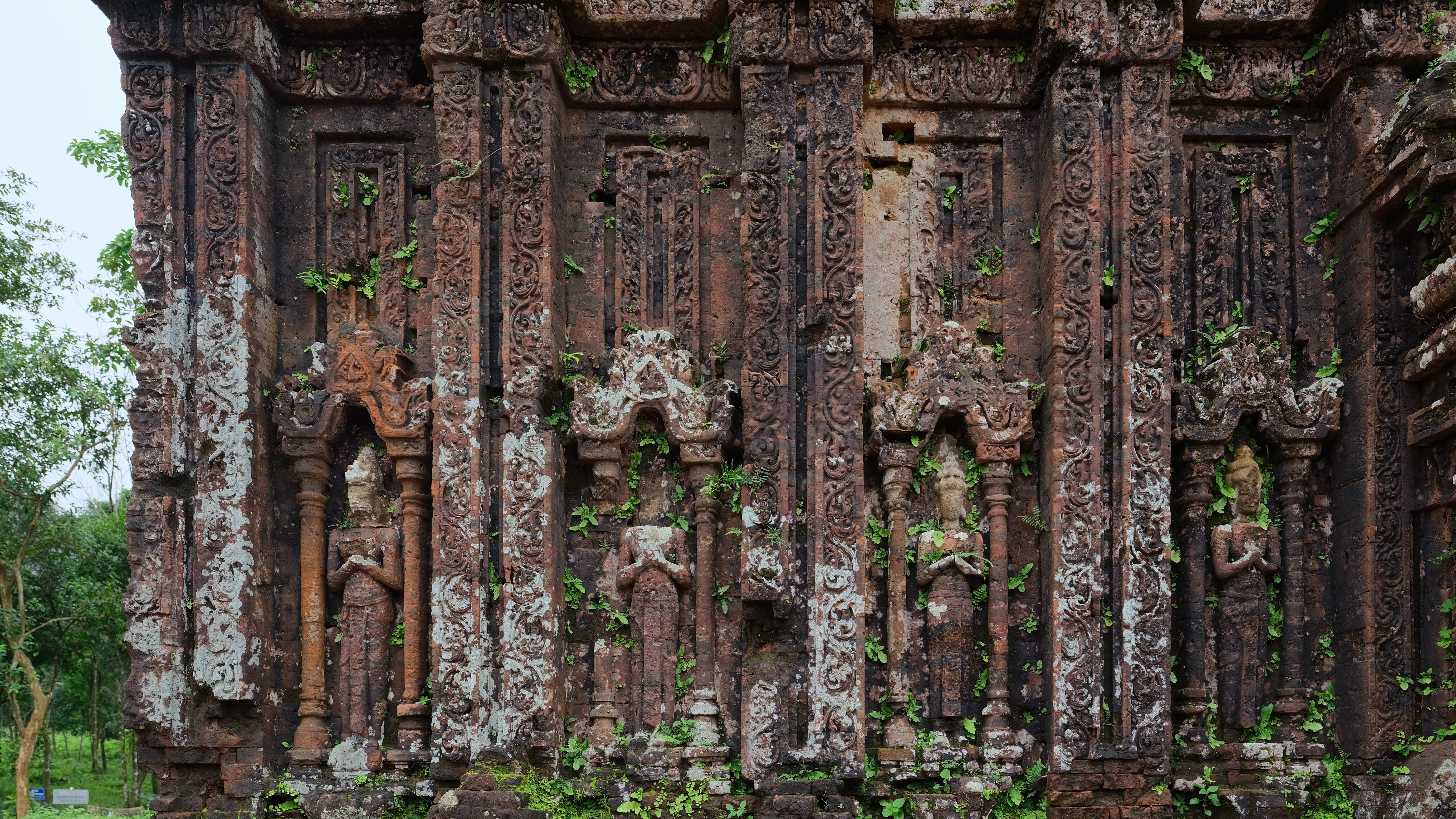
트라끼우에 위치한 미선 유적의 절

임읍국의 수도였던 시마푸라는 바드라바르만 왕이 4세기에 지은 것이다. 바드라바르만 왕의 3번째 비석은 가장 오래된 참어 문헌이자 동남아시아 언어로 기록된 문헌 중에서도 가장 오래된 문헌이다.
기원후 2세기 후반부터 3세기까지 트라키외(시마푸라) 근처의 고캄에서 발굴된 고고학적 유물들은 초기 임읍국이 인도화 이전에 상당한 중국의 영향을 받았음을 보여준다. 이 유물들에는 기와 조각과 '황색 신의 사신 인장'이라는 한자가 새겨져 있다. 그러나 이 유물들 중에는 이전 한나라 일남군이 남긴 유물이 있을 수도 있다.

## 같이 보기
- 참파
- 수-임읍 전쟁
- 참파 예술